# Mentana-Kreuz
Das Mentana-Kreuz war ein am 1867 eingerichtetes Ehrenzeichen im Kirchenstaat. 

## Geschichte
Stifter war Papst Pius IX. mit dem Breve Ex quo infensissimi hostes am 12. November 1867. Geehrt wurden Personen, die sich am 3. November 1867 bei der Verteidigung des Heiligen Stuhles in der Schlacht bei Mentana hervorgetan hatten, als italienische Revolutionäre unter Giuseppe Garibaldi versuchten, nach Rom einzumarschieren und den Kirchenstaat zu erobern.

## Ordensdekoration
Die Ordensdekoration war ein Kreuz mit dem aufgebrachten verteilten Text auf jedem Kreuzarm „Papa Pius IX. 1867“. In der Mitte befand sich unter der Tiara der Binde- und Löseschlüssel, umgeben von der Devise „Fidei et virtuti“, zu deutsch „Dem Glauben und der Tugend“.
Auf der Rückseite war das gestürzte Kreuz  des Apostels Petrus dargestellt. Über zwei Lorbeerzweigen war eine weitere Devise lesbar: „Hinc victoria“.

## Ordensband und Trageweise
Das Ordensband war ein weißes Band mit zwei himmelblauen Streifen. Die Trageweise war auf der linken Brustseite festgelegt.

## Weblink
- Beispiel eines Mentanakreuzes bei artfact.com